# つくば市立谷田部中学校
つくば市立谷田部中学校（つくばしりつやたべちゅうがっこう）は、茨城県つくば市谷田部に所在する市立中学校。つくば輝翔学園(つくばきしょうがくえん)として、谷田部小学校・谷田部南小学校・柳橋小学校と連携型小中一貫教育を実施している。略称は、「谷田部中(やたべちゅう)」、「谷中(やちゅう)」。

## 概要
A棟、B棟、特別棟、体育館、武道場、プールなどの建物で構成される。生徒数は約600人で、入学する生徒のほとんどが近隣にあるつくば市立谷田部小学校の卒業生である。校内で行われる行事は、4月に啓志式、9月に体育祭、10月に輝翔祭、3月に卒業式や立志式が行われる。体育祭、輝翔祭の2つの行事は、「谷田部中学校二大祭り(行事)」と呼ぶ。
校舎は鉄筋コンクリートと木造を組み合わせている。音楽室の建物は郷土の人物である飯塚伊賀七が造った五角堂をイメージしたもので、谷田部中学校のシンボルとなっている。

## 沿革
- 1961年（昭和36年）
  - 4月1日 - 谷田部中学校と小野川中学校統合
- 1962年（昭和37年）
  - 4月1日 - 葛城中学校統合
- 1964年（昭和39年）
  - 4月6日 - 三教場統合
  - 4月28日 - 竣工式、創立記念日
  - 5月1日 - PTA創立
- 1965年（昭和40年）
  - 3月31日 - 技術棟全工事完了
  - 6月1日 - 完全給食実施
- 1966年（昭和41年）
  - 2月28日 - 谷田部中学校教育振興会結成
- 1968年（昭和43年）
  - 2月20日 - 校歌制定
  - 3月28日 - 体育館兼講堂並びにプール完工
- 1970年（昭和45年）
  - 8月27日 - 第一回　全国バレーボール大会出場（第3位）
- 1976年（昭和51年）
  - 8月21日 - 全日本中学校バレーボール大会選手権大会優勝
- 1979年（昭和54年）
  - 3月26日 - 柔剣道場竣工
- 1980年（昭和55年）
  - 4月1日 - 手代木中学校と分離
  - 8月 - 全国中学校水泳選手権徳島大会出場
- 1983年（昭和58年）
  - 8月 - 全国中学校水泳選手権長岡大会出場
- 1987年（昭和62年）
  - 8月20日 - 全日本中学校バスケットボール大会出場（ベスト8）
- 1988年（昭和63年）
  - 2月23日 - 校庭拡張工事開始
  - 12月 - 第32回日本学生科学賞入選1等
- 1989年（平成元年）
  - 12月 - 第33回日本学生科学賞学校賞
- 1990年（平成2年）
  - 12月 - 第34回日本学生科学賞入選1等
- 1992年（平成4年）
  - 12月 - 第36回日本学生科学賞入選1等
- 1993年（平成5年）
  - 4月1日 - 谷田部東中学校と分離
  - 12月 -  第37回日本学生科学賞入選3等
- 2002年（平成14年）
  - 新校舎竣工
- 2010年（平成22年）
  - 10月 体育館改修工事開始
- 2011年（平成23年）
  - 3月 体育館改修工事完了
- 2015年（平成27年）
  - 8月 - 全国中学校陸上競技選手権大会出場
- 2016年（平成28年）
  - 7月15日 - 学校家庭学習支援システム｢つくばチャレンジングスタディ｣の運用開始式実施
  - 8月 - 全国中学校テニス選手権大会出場
  - 10月 - 谷田部中学校公認キャラクター「やっちゅん」作成
- 2017年（平成29年）
  - 2月9日 - 文部科学省主催「地域学校協同活動推進フォーラム　in つくば」開催
- 2018年（平成30年）
  - 4月1日 - みどりの学園と分離
- 2019年（令和元年）
  - 8月 - 全国中学校バレーボール大会出場

## 部活動

### 運動部
- サッカー部
- 男子バスケットボール部
- 女子バスケットボール部
- 男子バレーボール部
- 女子バレーボール部
- 男子卓球部
- 女子卓球部
- 女子ソフトテニス部
- 陸上競技部
- 剣道部

### 文化部
- 美術部
- 吹奏楽部
- 環境科学部

## 学区
- つくば市立谷田部小学校学区の全域、谷田部南小学校、柳橋小学校学区の半分、小野川小学校学区の一部が谷田部中学校の学区となる。